# Француска на Светском првенству у атлетици на отвореном 2015.
Француска је учествовала на Светском првенству у атлетици на отвореном 2015. одржаном у Пекингу од 22. до 30. августа петнаести пут, односно учествовала је на свим првенствима до данас. Репрезентацију Француске представљало 37 учесника (21 мушкарац и 16 жена) који су се такмичили у 27 дисциплина (16 мушких и 11 женских).,
На овом првенству Француска је по броју освојених медаља заузела 31. место са 2 освојене медаље (бронзане). Поред медаља, Француска је остварила и следеће резултате: оборена су 9 лична рекорда и остварена су 4 најбоља национална резултата сезоне и 9 најбоља лична резултата сезоне. У табели успешности према броју и пласману такмичара који су учествовали у финалним такмичењима (првих 8 такмичара) Француска је са 13 учесника у финалу заузела 11. место са 42 бода.
| Плас. | Земља     | 1. место | 2. место | 3. место | 4. место | 5. место | 6. место | 7. место | 8. место | Бр. финал. | Бод. |
| ----- | --------- | -------- | -------- | -------- | -------- | -------- | -------- | -------- | -------- | ---------- | ---- |
| 11.   | Француска | 0        | 0        | 2        | 1        | 3        | 2        | 2        | 3        | 13         | 42   |

## Учесници
| Мушкарци: - Жими Вико — 100 м, 4х100 м - Кристоф Леметр — 100 м, 200 м, 4х100 м - Џефри Џон — 200 м - Mame-Ibra Anne — 400 м, 4х400 м - Пјер Амброаз Бос — 800 м - Morhad Amdouni — 1.500 м - Димитри Баску — 110 м препоне - Паскал Мартино-Лагард — 110 м препоне - Гарфил Даријен — 110 м препоне - Јоан Ковал — 3.000 м препреке - Емануел Бирон — 4х100 м - Ги-Елфеж Ануман — 4х100 м - Теди Венел — 4х400 м - Мамаду Ане — 4х400 м - Томас Жордије — 4х400 м - Kevin Campion — 20 км ходање - Рено Лавилени — Скок мотком - Кевен Маналдо — Скок мотком - Кафетјен Гоми — Скок удаљ - Бемжамин Кампаоре — Троскок - Бастјен Озеј — Десетобој | Жене: - Флорија Геј — 400 м, 4х400 м - Мари Гајо — 400 м, 4х400 м - Ренеле Ламоте — 800 м - Синди Билауд — 100 м препоне - Aurèlie Chaboudez — 400 м препоне, 4х400 м - Леонора Гијон Ф1рмен — 4х100 м - Стела Акакпо — 4х100 м - Маруса Паре — 4х100 м - Селин Дител Боне — 4х100 м - Естел Перосијер — 4х400 м - Agnès Raharolahy — 4х400 м - Емилија Менует — 20 км ходање - Мерион Лотоут — Скок мотком - Жанин Асани Ису — Троскок - Мелина Робер-Мишон — Бацање диска - Александра Тавернијер — Бацање кладива |  |

## Освајачи медаља (2)

### Бронза (2)
| (М): - Рено Лавилени — Скок мотком | (Ж): - Александра Тавернијер — Бацање кладива |  |

## Резултати

### Мушкарци
| Атлетичар                                                | Дисциплина       | Лични рекорд | Предтакмичење   | Предтакмичење | Квалификације         | Квалификације         | Полуфинале            | Полуфинале   | Финале               | Финале       | Детаљи                                      |
| Атлетичар                                                | Дисциплина       | Лични рекорд | Резултат        | Место         | Резултат              | Место                 | Резултат              | Место        | Резултат             | Место        | Детаљи                                      |
| -------------------------------------------------------- | ---------------- | ------------ | --------------- | ------------- | --------------------- | --------------------- | --------------------- | ------------ | -------------------- | ------------ | ------------------------------------------- |
| Жими Вико                                                | 100 м            | 9,86 НР      | слободни        | слободни      | 9,92 КВ               | 1. у гр. 5            | 9,99 кв               | 3. у гр. 3   | 10,00                | 8 / 53 (55)  |                                             |
| Кристоф Леметр                                           | 100 м            | 9,92         | слободни        | слободни      | 10,24 КВ              | 2. у гр. 2            | 10,20                 | 3. у гр. 1   | Није се квалификовао | 20 / 53 (55) | Архивирано на веб-сајту (26. новембар 2015) |
| Кристоф Леметр                                           | 200 м            | 19,80 НР     |                 |               | 20,29 КВ              | 3. у гр. 2            | 20,34                 | 5. у гр. 1   | Није се квалификовао | 15 / 47 (49) |                                             |
| Џефри Џон                                                | 200 м            | 20,39        | 20,48           | 5. у гр. 4    | Нису се квалификовали | Нису се квалификовали | Нису се квалификовали | 7 / 47 (49)  |                      |              |                                             |
| Mame-Ibra Anne                                           | 400 м            | 45,26        | 45,55           | 4. у гр. 5    | Нису се квалификовали | Нису се квалификовали | Нису се квалификовали | 34 / 44(45)  |                      |              |                                             |
| Пјер Амброаз Бос                                         | 800 м            | 1:42,53 НР   | 1:47,89 КВ      | 2. у гр. 2    | 1:45,02 кв            | 3. у гр. 1            | 1:46,63               | 5 / 44 (45)  |                      |              |                                             |
| Morhad Amdouni                                           | 1.500 м          | 3:34,05      | 3:39,38 КВ      | 5. у гр. 2    | 3:37,79               | 9. у гр 2             | Није се квалификовао  | 14 / 40 (41) |                      |              |                                             |
| Димитри Баску                                            | 110 м препоне    | 13,23        | 13,29 КВ        | 2. у гр. 5    | 13,16 КВ, ЛР          | 1. у гр. 3            | 13,17                 | 5 / 37 (42)  |                      |              |                                             |
| Паскал Мартино-Лагард                                    | 110 м препоне    | 12,95        | 13,35 КВ        | 1. у гр. 2    | 13,17 кв              | 3. у гр. 2            | 13,17                 | 4 / 37 (42)  |                      |              |                                             |
| Гарфил Даријен                                           | 110 м препоне    | 13,15        | 13,43 КВ        | 2. у гр. 3    | 13,25                 | 3. у гр. 1            | 13,34                 | 8 / 37 (42)  |                      |              |                                             |
| Јоан Ковал                                               | 3.000 м препреке | 8:12,53      | 8:41,65         | 4. у гр. 1    |                       |                       | Није се квалификовао  | 20 / 38 (42) |                      |              |                                             |
| Емануел Бирон Кристоф Леметр2 Ги-Елфеж Ануман Жими Вико2 | 4 х 100 м        | 37,79 НР     | 37,88 КВ, НРС   | 2. у гр. 2    | 38,23                 | 5 / 12 (24)           |                       |              |                      |              |                                             |
| Mame-Ibra Anne2 Теди Венел Мамаду Ане Томас Жордије      | 4 х 400 м        | 2:58,96 НР   | 2:59,42 КВ, НРС | 3. у гр. 1    | 3:00,65               | 6 / 15 (16)           |                       |              |                      |              |                                             |
| Kévin Campion                                            | 20 км ходање     | 1:20:39      |                 |               |                       |                       |                       |              | 1:25:16              | 33 / 50 (61) |                                             |
| Рено Лавилени                                            | Скок мотком      | 6,05 НР      |                 |               | 5.70 КВ               | 2. у гр. Б            |                       |              | 5,80                 |              |                                             |
| Кевен Маналдо                                            | Скок мотком      | 5,81         | 5,70 КВ         | 8. у гр. А    | 5,80                  | 6 / 34 (35)           |                       |              |                      |              |                                             |
| Кафетјен Гоми                                            | Скок удаљ        | 8,26         | 8,09 кв         | 2. у гр А     | 8,02                  | 7 / 28 (32)           |                       |              |                      |              |                                             |
| Бемжамин Кампаорео                                       | Троскок          | 17,48        | 16,82 кв        | 4. у гр. Б    | 16,63                 | 12 / 27 (28)          |                       |              |                      |              |                                             |

- Атлетичар у означен бројем учествовао је у више дисциплина.

#### Десетобој
| Дисциплина    | Бастјен Озеј | Бастјен Озеј | Бастјен Озеј | Бастјен Озеј | Бастјен Озеј | Бастјен Озеј |
| Дисциплина    | Лич. рек.    | Резултат     | Бод.         | Плас.        | Укупно       | Плас.        |
| ------------- | ------------ | ------------ | ------------ | ------------ | ------------ | ------------ |
| 100 м         | 11,02        | 11,12        | 812          | 23.          |              |              |
| Скок удаљ     | 7,39 д       | 7,26         | 876          | 18.          | 1.688        | 20.          |
| Бацање кугле  | 15,90        | 15,38        | 813          | 2.           | 2.501        | 14.          |
| Скок увис     | 2,04         | 2,01 ЛРС     | 813          | 14.          | 3.314        | 17.          |
| 400 м         | 49,18        | 48,66 ЛР     | 877          | 15.          | 4.191        | 15.          |
| 110 м препоне | 14,42        | 14,71        | 885          | 14.          | 5.076        | 14.          |
| Бацање диска  | 46,93        | 42,63        | 718          | 14.          | 5.794        | 14.          |
| Скок мотком   | 5,20д        | 5,10         | 941          | 6.           | 6.735        | 12.          |
| Бацање копља  | 64,41        | 55,14        | 665          | 27           | 7.400        | 26           |
| 1500 м        | 4:45,15      | 4:37,92 ЛР   | 693          | 15.          |              |              |
| Десетобој     | 8.147        |              |              |              | 8.093        | 13 / 22 (29) |

### Жене
| Атлетичарка                                                  | Дисциплина     | Лични рекорд | Квалификације  | Квалификације | Полуфинале            | Полуфинале            | Финале                | Финале       | Детаљи |
| Атлетичарка                                                  | Дисциплина     | Лични рекорд | Резултат       | Место         | Резултат              | Место                 | Резултат              | Место        | Детаљи |
| ------------------------------------------------------------ | -------------- | ------------ | -------------- | ------------- | --------------------- | --------------------- | --------------------- | ------------ | ------ |
| Флорија Геј                                                  | 400 м          | 50,90        | 50,89 КВ, ЛР   | 2. у гр. 1    | 51,30                 | 4. у гр. 1            | Нису се квалификовале | 15 / 41 (42) |        |
| Мари Гајо                                                    | 400 м          | 51,27        | 51,24 КВ, ЛР   | 2. у гр. 2    | 50,97 ЛР              | 5. у гр. 2            | Нису се квалификовале | 12 / 41 (42) |        |
| Ренеле Ламоте                                                | 800 м          | 1:59,39      | 2:00,20 кв     | 4. у гр. 2    | 1:58,86 КВ, ЛР        | 2. у гр. 2            | 1:59,70               | 8 / 44 (45)  |        |
| Синди Билауд                                                 | 100 м препоне  | 12,56 НР     | 13,23          | 6. у гр. 1    | Није се квалификовала | Није се квалификовала | Није се квалификовала | 28 / 37      |        |
| Aurèlie Chaboudez                                            | 400 м препоне  | 55,51        | 56,19 кв       | 5. у гр. 1    | 56,13                 | 6. у гр. 3            | Нису се квалификовале | 15 / 36 (37) |        |
| Ленора Гијо Фермен Стела Акакпо Маруса Паре Селин Дител Боне | 4 х 100 м      | 41,78 НР     | 43,58 НРС      | 7. у гр. 2    |                       |                       | Нису се квалификовале | 14 / 16      |        |
| Естел Перосијер Мари Гајо2 Agnès Raharolahy Флорија Геј2     | 4 х 400 м      | 3:22,34 НР   | 3:24,86 КВ НРС | 3. у гр. 2    | 3:26,45               | 7 / 16                |                       |              |        |
| Емилија Менует                                               | 20 км ходање   | 1:32:20      |                |               |                       |                       | 1:36:17               | 31 / 42 (50) |        |
| Мерион Лотоут                                                | Скок мотком    | 4,60         | 4,30           | 11. у гр А    |                       |                       | Није се квалификовала | 21 / 26 (29) |        |
| Жанин Асани Ису                                              | Троскок        | 14,24        | 14,04 кв       | 5. у гр Б     | 14,12                 | 9 / 27 (28)           |                       |              |        |
| Мелина Робер-Мишон                                           | Бацање диска   | 66,28 НР     | 61,78 КВ       | 5. у гр Б     | 60,92                 | 10 / 31               |                       |              |        |
| Александра Тавернијер                                        | Бацање кладива | 74,05        | 74,39 КВ, ЛР   | 2. у гр А     | 74,02                 |                       |                       |              |        |

- Атлетичарке у штафети означене бројем су учествовале и у појединачним дисциплинама.